# Liswarta
Liswarta (niem. Lisswarthe) – rzeka w Polsce w województwie śląskim, długości 93 km. Jej źródła znajdują się na Wyżynie Śląskiej, w gminie Woźniki, w Mzykach. Jest lewym dopływem Warty, do której uchodzi w okolicach wsi Kule.

## Bieg rzeki

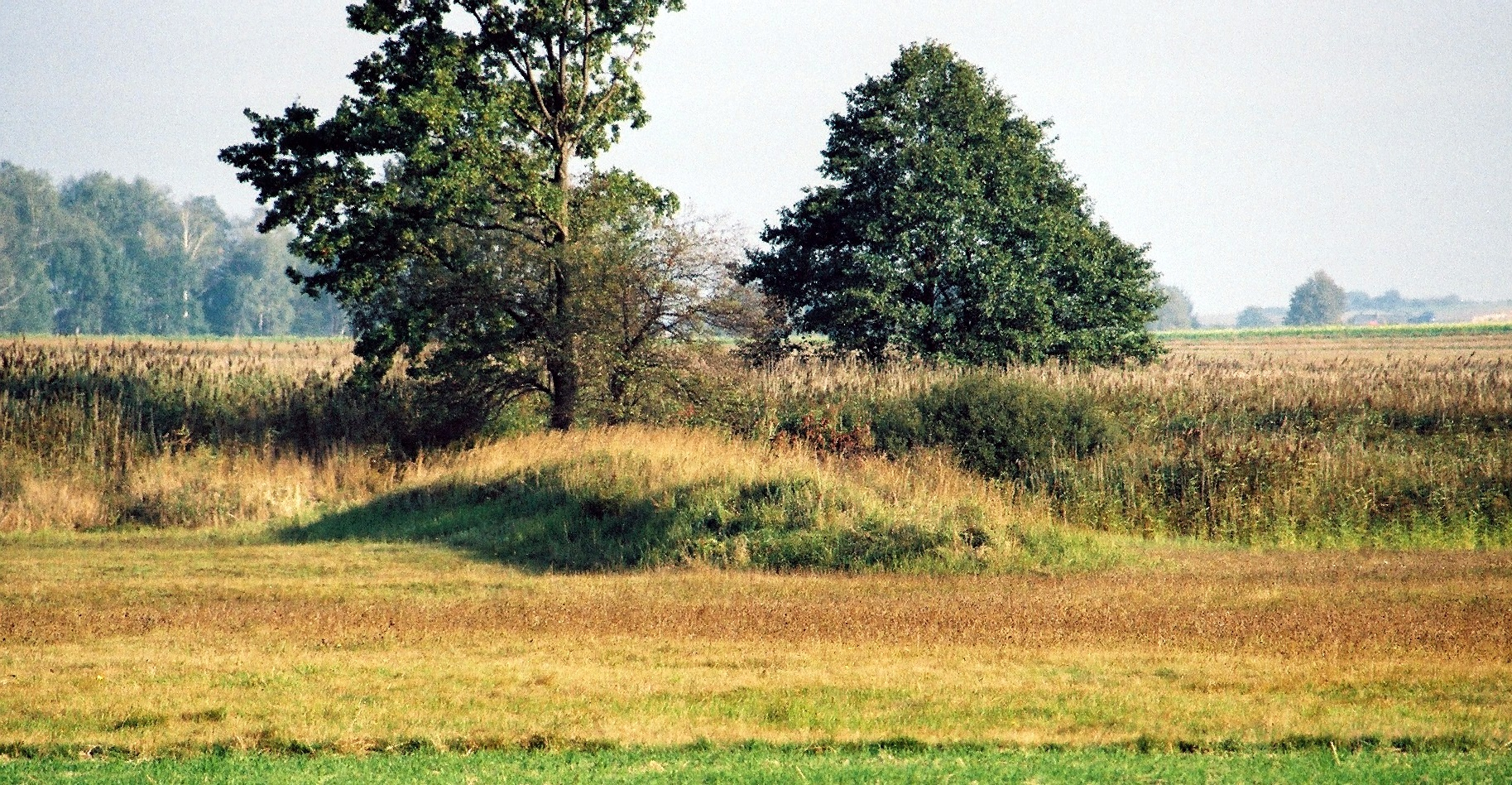
Pozostałości po jednym z wałów przy źródłach Liswarty w Mzykach, gmina Woźniki

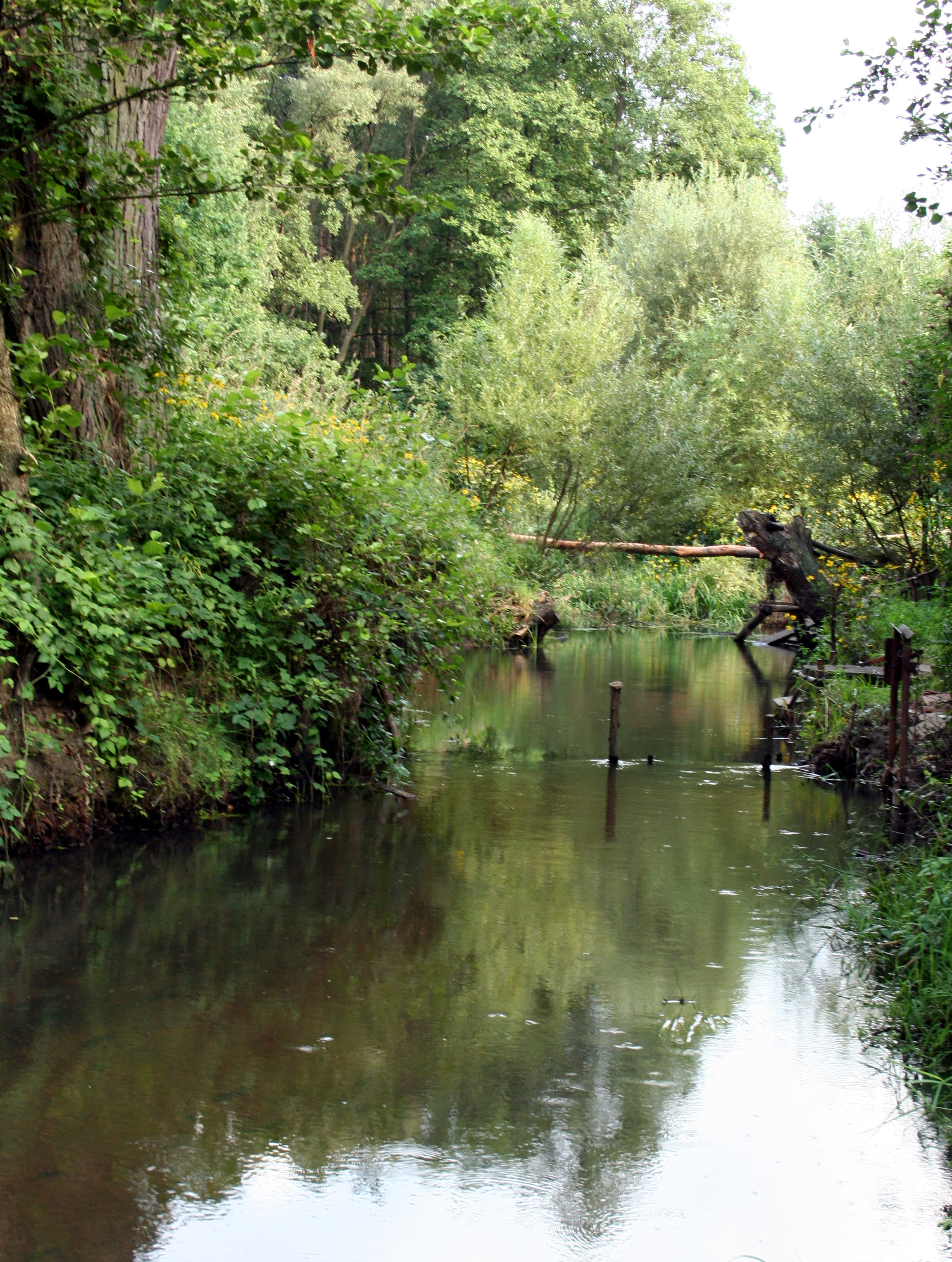
Liswarta w miejscowości Tanina, gmina Herby

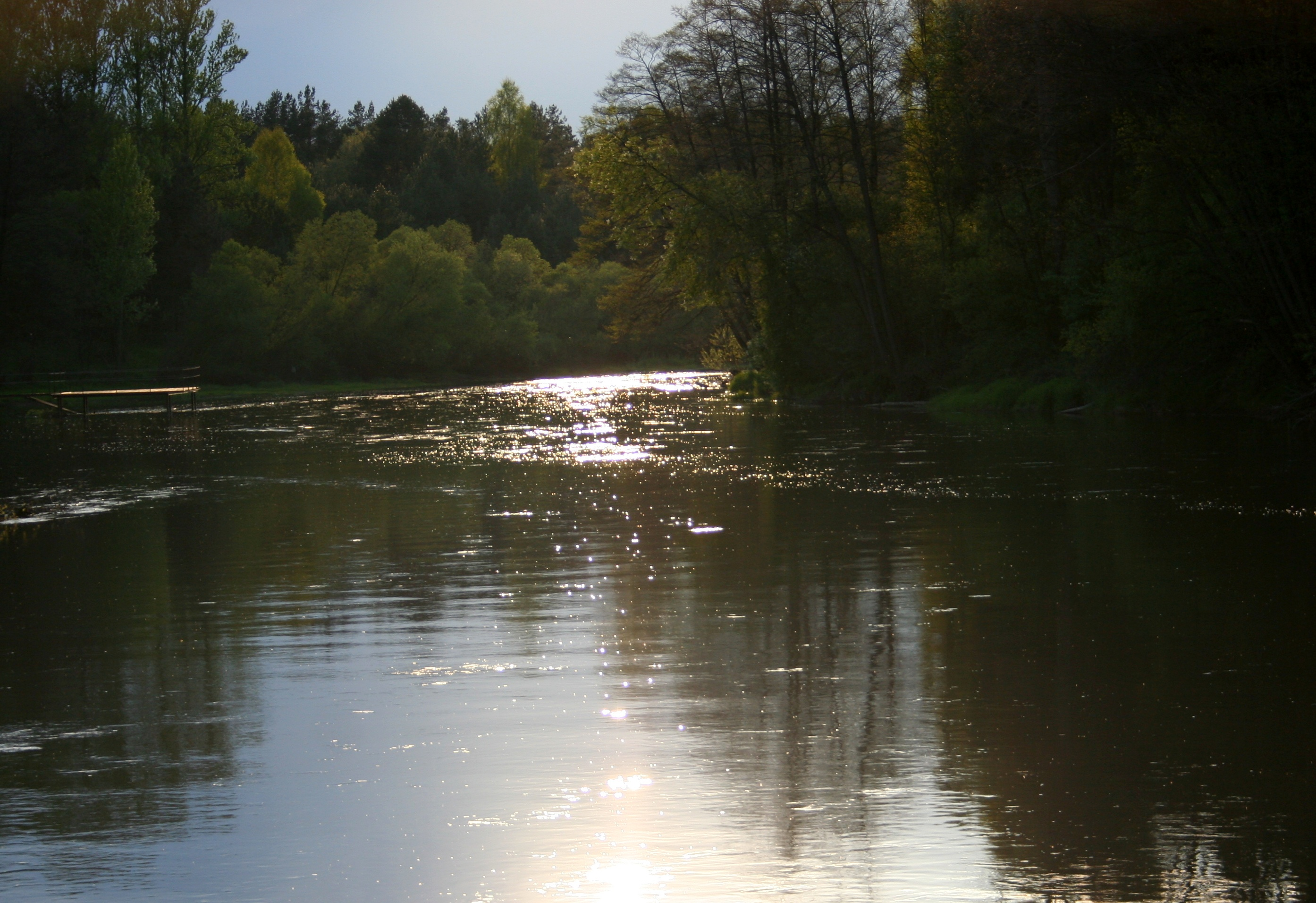
Ujście Liswarty do Warty

Rzeka w środkowym biegu płynie wąską doliną (przełomem). W okolicach górnego biegu rzeki utworzony został Park Krajobrazowy Lasy nad Górną Liswartą. Powierzchnia dorzecza wynosi 1558 km².

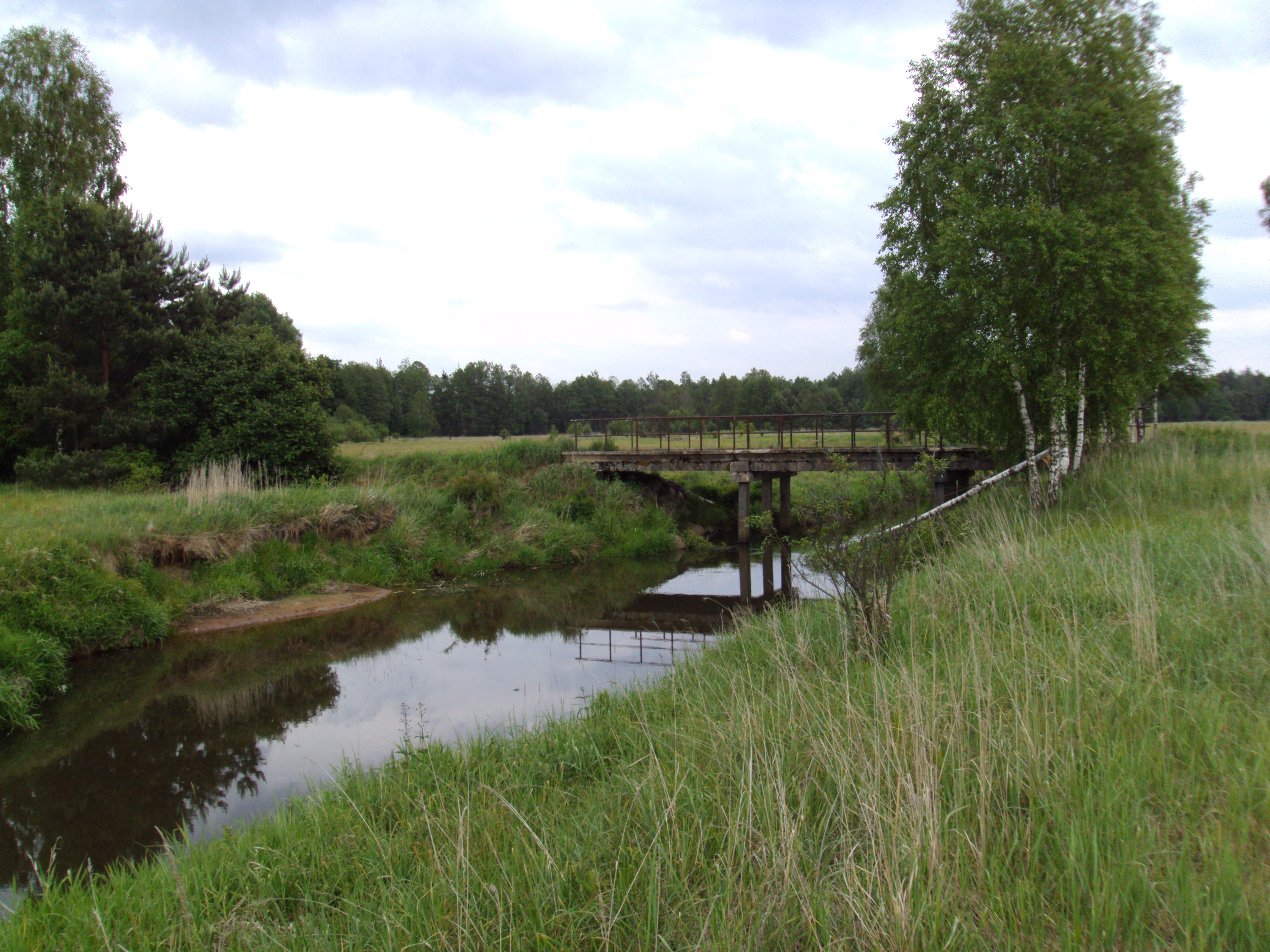
Kamińsko. Most na Liswarcie

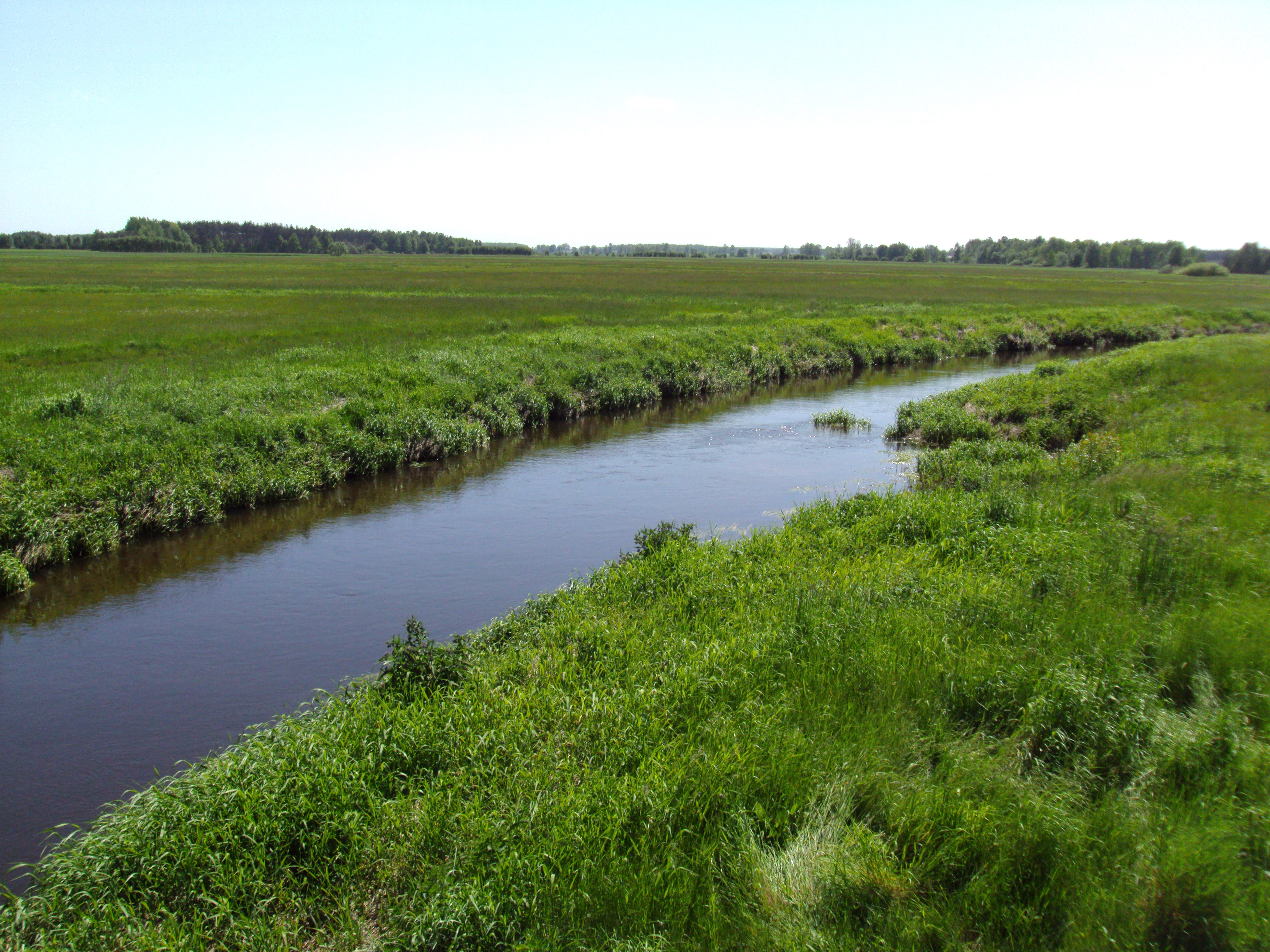
Liswarta w Stanach. Widok w kierunku południowym.

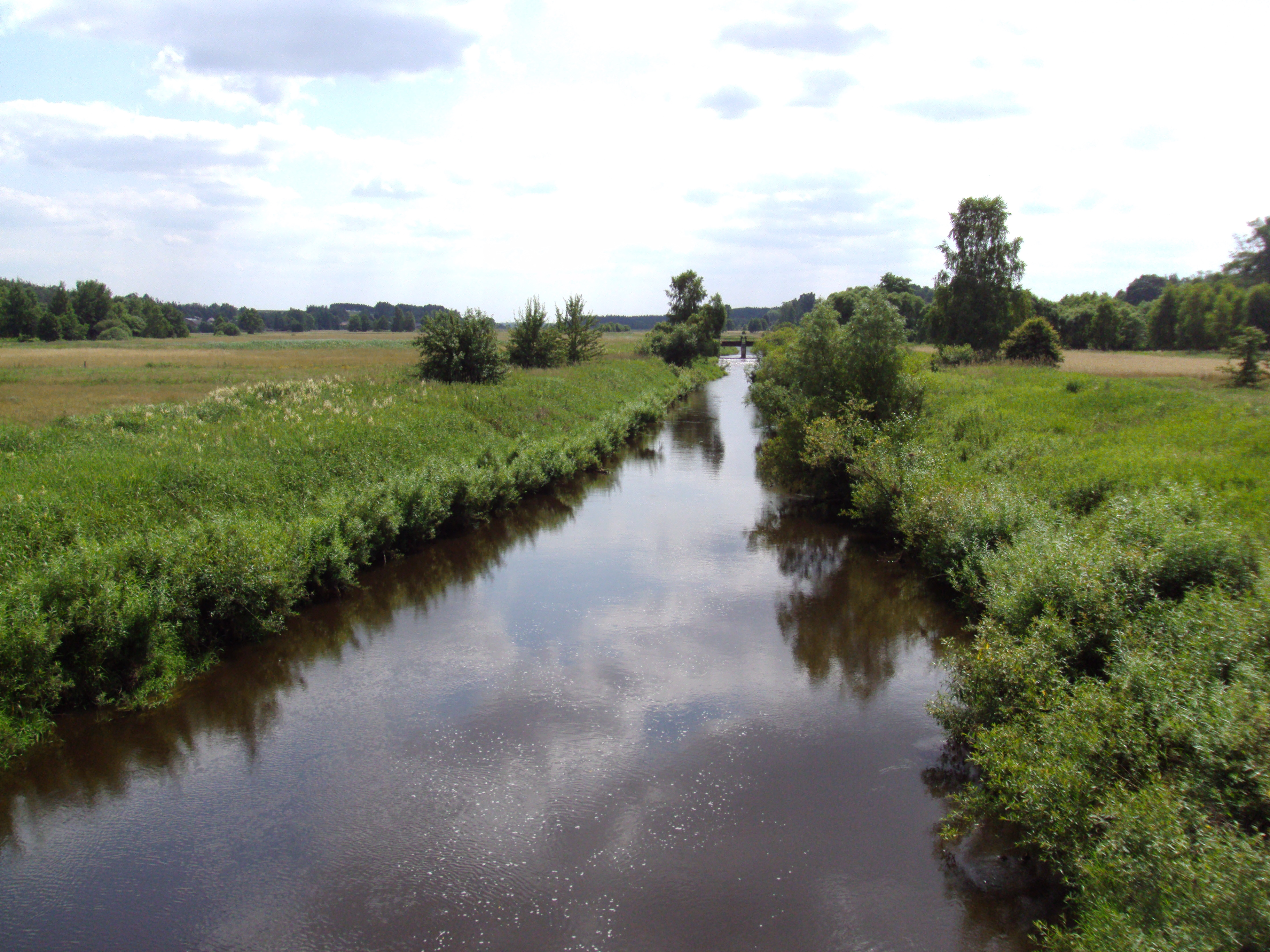
Liswarta w Podłężu Szlacheckim. Granica województw: opolskiego i śląskiego.

## Znaczenie polityczne i gospodarcze
W dolnym biegu Liswarta stanowi umowną granicę między Małopolską, a Wielkopolską natomiast w górnym biegu stanowi ona część północnej krawędzi Górnego Śląska. Od miejscowości Łebki w gminie Herby do miejscowości Wędzina, w gminie Ciasna Liswarta stanowi granicę między powiatem lublinieckim i powiatem kłobuckim, a od Wędziny do Starokrzepic w gminie Krzepice stanowi granicę między powiatami kłobuckim i oleskim. W okresie międzywojennym na odcinku Łebki-Podłęże Królewskie stanowiła granicę państwową między II RP a III Rzeszą.
Od czasów średniowiecza nad brzegami Liswarty oraz przy jej dopływach powstawały kopalnie rud żelaza, były to rudy darniowe. W górnym biegu rzeki największe kopalnie rud żelaza powstawały w okolicy miejscowości Boronów, a największe kuźnice w miejscowościach Lisów oraz Tanina. W połowie XIX wieku powstał nawet projekt budowy walcowni w Taninie autorstwa hrabiego Karola von Aulock z Kochcic, jednak nie został on zrealizowany.
W górnym biegu rzeki znajduje się przy niej spora liczba stawów rybnych. Obecnie jest ona jednak o wiele mniejsza niż w XIX czy XVIII wieku. Stawy te wcześniej powstawały poprzez budowanie wałów i spiętrzanie wody nawet w pobliżu źródeł rzeki. Do tej pory wały te zachowały się w formie szczątkowej.
W przeszłości funkcjonowały różne odmiany nazwy rzeki takie jak Lizwarta, Liczwarta, Liszwarta, Lizdwarta czy Izdwarta.

## Turystyka
Wzdłuż rzeki wytyczono na przełomie 2014-2015 roku Liswarciański Szlak Rowerowy. Powstał dzięki działaczom Lokalnej Grupy Działania „Zielony Wierzchołek Śląska"(siedziba w Kłobucku). LSzR ma długość 108 kilometrów i przebiega od źródeł Liswatry do jej ujścia do Warty, przez teren dwóch powiatów: lublinieckiego  i kłobuckiego.
Przebieg szlaku, który jest oznaczony kolorem niebieskim: Woźniki – Ligota Woźnicka – Lubsza – Psary – Babienica – Mzyki – Grojec – Hucisko – Boronów – Doły – Hadra – Mochała – Piłka – Chwostek – Lisów – Tanina – Braszczok – Stasiowe – Kamińsko – Brzegi – Niwki/Ługi-Radły (most) – Ługi-Radły – Stany – Galińskie –  Kuźnica Nowa – Podłęże Szlacheckie – Podłęże Królewskie – Starokrzepice – Krzepice Nowokrzepice – Krzepice – Zbrojewsko – Danków – Troniny – Rębielice Szlacheckie – Szyszków – Zbory – Popów – Dąbrówka – Brzózki – Nowa Wieś – Wąsosz Górny.
W licznych punktach turyści mogą skorzystać z map opisujących teren przebiegu szlaku oraz skorzystać z miejsc odpoczynku: ławki i stoliki. LSzR promuje się charakterystycznym logo. Znak przedstawia kwadrat, w którego ramiona ozdobione są czterema kolorami: żółtym, czerwonym, czarnym, zielonym. W środek wpisano niebieski symbol przedstawiający meandrującą rzekę.
W pobliżu Liswarciańskiego Szlaku Rowerowego znajdują dwa inne szlaki dopływów Liswarty: Szlak Pankówki (długości ok. 36 km, oznakowany kolorem czerwonym) oraz Szlak Opatówki (długości ok. 27 km, oznakowany kolorem zielonym). Na temat Szlaku ukazało się na rynku kilka wydawnictw, m.in. dostępne są: mapa i przewodnik.

## Miejscowości nad Liswartą
- Gmina Woźniki
  - Mzyki
- Gmina Boronów
  - Grojec
  - Boronów
  - Doły
- Gmina Herby
  - Hadra
  - Lisów
  - Tanina
  - Łebki
- Gmina Ciasna
  - Zborowskie (Stasiowe)
  - Panoszów
- Gmina Przystajń
  - Kamińsko
  - Kluczno
  - Ługi-Radły
  - Stany
  - Kuźnica Nowa
  - Podłęże Szlacheckie
- Gmina Olesno
  - Bodzanowice
- Gmina Krzepice
  - Lutrowskie
  - Krzepice
  - Starokrzepice
- Gmina Lipie
  - Danków
  - Rębielice Szlacheckie
  - Szyszków
- Gmina Popów
  - Zawady
- Gmina Miedźno
  - Władysławów

## Dopływy
- Młynówka
- Pankówka
- Opatówka
- Olszynka
- Turza
- Piskara
- Bieszcza (Piszczka)
- Potok Jeżowski
- Górnianka[7]
- Biała Oksza[8]
- Kocinka – w górnym biegu Czarna Oksza[7]